# United We Stand: What More Can I Give
United We Stand: What More Can I Give è stato un concerto benefico organizzato dal cantante e filantropo Michael Jackson tenutosi il 21 ottobre 2001 al Robert F. Kennedy Memorial Stadium di Washington. È stato il terzo concerto principale tenuto in omaggio alle vittime degli attentati dell'11 settembre 2001. Gli altri due si sono svolti a New York.

## Panoramica
Il concerto è stato uno spettacolo lungo mezza giornata, iniziato nel primo pomeriggio e durato fino a notte. John Stamos ha presentato l'evento, e ci sono state inoltre altre apparizioni di personaggi famosi tra cui Kevin Spacey insieme a personaggi politici come il sindaco di Washington. Le esibizioni variavano da quelle delle icone della musica tra cui Mariah Carey, James Brown, Al Green, Mary J. Blige, Carole King, Rod Stewart, Bette Midler, America e Huey Lewis e alcune star emergenti di quel periodo tra cui le Destiny's Child, P. Diddy, Goo Goo Dolls, Train, i Backstreet Boys, Britney Spears, Usher, Pink, e gli NSYNC. Ogni artista si è esibito in circa cinque canzoni a testa.
In ordine le performance sono state: Backstreet Boys, Krystal Harris, Huey Lewis and the News, James Brown, Billy Gilman, O-Town, Usher, Christina Milian, Carole King, Al Green, Christina Aguilera, Pink, Bette Midler, CeCe Peniston, Aerosmith, America, P. Diddy (con Faith Evans che canta i backup nel coro), NSYNC, Janet Jackson (con una performance pre-registrata estratta dal suo All for You Tour), Destiny's Child, Rod Stewart, Goo Goo Dolls, Train, Britney Spears, Mariah Carey, Mary J. Blige e Michael Jackson che ha eseguito Man in the Mirror. Poi tutti uniti, tra cui Toni Braxton, MC Hammer, Mýa e Macaulay Culkin hanno chiuso lo spettacolo eseguendo la canzone benefica scritta da Jackson, What More Can I Give.
Oltre a quella di Jackson altre performance notevoli sono state eseguite dagli Aerosmith, che si sono esibiti in questo nonché in un altro concerto in programma a Indianapolis la stessa notte, ma anche dalle Destiny's Child e i Goo Goo Dolls che si erano esibiti già la notte precedente al Concerto per New York City.

## Trasmissione televisiva e tagli
L'evento è stato trasmesso in televisione, in un formato modificato e con molti pezzi omessi, sul network americano ABC il primo novembre 2001 alle ore 20:00. Durante la trasmissione televisiva non vi era alcuna menzione del nome di Jackson e lui non veniva mai ripreso in primo piano ed era sempre ripreso con il resto dei cantanti in background; questo era dovuto al fatto che Jackson aveva firmato un contratto esclusivo con la CBS per la trasmissione del Michael Jackson: 30th Anniversary Special per non apparire sotto il suo nome in qualsiasi altro programma nello stesso periodo; pertanto la messa in onda della sua performance di Man in the Mirror è stata inoltre tagliata sempre nella versione della ABC e la messa in onda della stessa prevista ad una cerimonia di premiazione è stata in seguito annullata.

## Scaletta
- Backstreet Boys

1. "The Star-Spangled Banner"
2. "Everyone"
3. "I Want It That Way"
4. "More Than That"
5. "The Answer to Our Life"
6. "Shape of My Heart"
7. "Drowning"

- Krystal Harris

1. "Supergirl"

- Huey Lewis and the News

1. "The Heart of Rock & Roll"
2. "Perfect World"
3. "The Power Of Love"
4. "Workin' for a Livin'"

- James Brown

1. "Living in America"
2. "The Popcorn/School Is In"
3. "I Feel Good"
4. "Sex Machine"
5. "God Bless America"

- Billy Gilman

1. "One Voice"

- O-Town

1. "All Or Nothing"

- Usher

1. "U Remind Me"

- Christina Milian

1. "AM to PM"

- Carole King

1. "So Far Away"
2. "Love Makes The World"
3. "Monday Without You"

- Al Green

1. "Let's Stay Together"
2. "Amazing Grace/Together (reprise)"
3. "Take Me To The River"

- Pink

1. "My Vietnam"
2. "Me and Bobby McGee"

- Bette Midler

1. "From A Distance"
2. "Boogie Woogie Bugle Boy"
3. "The Rose"

- CeCe Peniston

1. "Finally"

- Aerosmith

1. "Livin' on the Edge"
2. "I Don't Want to Miss a Thing"
3. "Just Push Play"
4. "Walk This Way"

- America

1. "Ventura Highway"
2. "Sister Golden Hair"

- P. Diddy

1. "Bad Boy For Life"
2. "It's All About The Benjamins"
3. "Come With Me"
4. "Mo Money Mo Problems"
5. "I'll Be Missing You"

- NSYNC

1. "Pop"
2. "Tearin' Up My Heart"
3. "This I Promise You"
4. "Bye Bye Bye"

- Janet Jackson

1. "All For You"

- Destiny's Child

1. "Survivor"
2. "Emotion"
3. "Walk With Me"

- Rod Stewart

1. "Hot Legs"
2. "Forever Young"
3. "Rhythm Of My Heart"

- Goo Goo Dolls

1. "Slide"
2. "Iris"
3. "American Girls"

- Train

1. "Meet Virginia"
2. "Drops Of Jupiter"

- Mariah Carey

1. "Never Too Far/Hero"
2. "Last Night A D.J. Saved My Life"

- Michael Jackson

1. "Man in the Mirror"

- Michael Jackson e tutti gli artisti

1. "What More Can I Give"

## Data
| Data            | Città        | Stato        | Luogo        |
| Nord America    | Nord America | Nord America | Nord America |
| --------------- | ------------ | ------------ | ------------ |
| 21 ottobre 2001 | Washington   | Stati Uniti  | RFK Stadium  |